# داته هیده‌مونه
داته هیده‌مونه (به ژاپنی: 伊達 秀宗 Date Hidemune)؛ (۱۱ نوامبر ۱۵۹۱ – ۸ ژوئیهٔ ۱۶۵۸, aged ۶۶) یک دایمیو و بزرگترین پسر داته ماسامونه از یک همسر غیراصلی بنام ایساکا و یک سامورایی اهل ژاپن بود.

نشان خاندان داته